# 卡图阿
卡图阿（Kathua），是印度查谟和克什米尔卡圖瓦縣的一个城镇。总人口40006（2001年）。

## 人口
该地2001年总人口40006人，其中男性21595人，女性18411人；0—6岁人口4870人，其中男2765人，女2105人；识字率72.12%，其中男性为76.36%，女性为67.15%。